# کروگان هیل
کروگان هیل (به لاتین: Croghan Hill) یک کوه در جمهوری ایرلند است که در شهرستان افلی واقع شده‌است. کروگان هیل ۲۳۴ متر بالاتر از سطح دریا واقع شده‌است.